# Floridai bozótszajkó
A floridai bozótszajkó (Aphelocoma coerulescens) a madarak osztályának verébalakúak (Passeriformes) rendjébe és a varjúfélék (Corvidae) családjába tartozó faj.

## Rendszerezése
A fajt Augustin Louis Guillaume Bosc francia ornitológus írta le 1795-ben, a Corvus nembe Corvus coerulescens néven.

## Előfordulása
Az Amerikai Egyesült Államok területén, Floridában honos. Természetes élőhelyei a szubtrópusi vagy trópusi száraz cserjések. Állandó, nem vonuló faj.

## Megjelenése
Testhossza 26 centiméter, testtömege 75-85 gramm.
|  |

## Életmódja
Főleg ízeltlábúakkal, makkal és kis gerincesekkel táplálkozik.

## Szaporodása
Szaporodási ideje márciustól júniusig tart. Fészekalja 3–4 tojásból áll, melyen 18 napig kotlik. A fiókák 18 nap után repülnek ki a fészekből.

## Természetvédelmi helyzete
Az elterjedési területe kicsi, egyedszáma 2500-9999 példány közötti és csökken. A Természetvédelmi Világszövetség Vörös listáján sebezhető fajként szerepel.